# Trận thành Gia Định, 1859
Trận thành Gia định hay Trận Gia Định là một trận chiến diễn ra vào rạng sáng ngày 17 tháng hai năm 1859, giữa liên quân Pháp và Tây Ban Nha với quân đội vương quốc Đại Nam. Kết quả quân đội Đại Nam thất bại và thành Gia Định cùng các đồn lũy quân sự khác dọc sông Lòng Tàu bị liên quân Pháp và Tây Ban Nha san phẳng.

## Nguyên nhân
Với mong muốn đánh chiếm nhanh Đà Nẵng, rồi sẽ "giáng cho Huế một đòn quyết định", để có thể làm chủ nước Đại Nam; nhưng ý đồ của Liên quân Pháp và Tây Ban Nha đã không thể thực hiện được, vì vấp phải sự kháng cự của quân và dân triều Nguyễn.
Bị cầm chân ở Đà Nẵng, tướng Charles Rigault de Genouilly buộc phải thay đổi kế hoạch, là rút đi hai phần ba số quân (tức 2000 người) và 8 trong số 14 chiến thuyền ở mặt trận này để vào đánh chiếm Gia Định.
Mặc dù được giáo sĩ Pellerin khuyên nên đem quân ra chiếm Bắc Kỳ, vì ở đó có giáo sĩ và giáo dân Thiên Chúa giáo, và những người tôn phù nhà Lê nổi lên góp sức, nhưng sau khi cân nhắc, tướng De Genouilly không tán thành. Theo thư ngày 29 tháng 1 năm 1859 của viên tướng này gửi Bộ trưởng Hải quân Pháp ở Paris, thì "Sài Gòn nằm trên một con sông mà chiến thuyền của chúng ta dễ vào, và hễ quân lên bộ thì đánh thành ngay, không phải lưng cõng, vai mang, băng đồng mệt nhọc. Sài Gòn lại là một vựa thóc. Nhân dân và binh lính ở kinh thành Huế sống một phần nhờ gạo Sài Gòn. Đến tháng Ba thì thuyền chở thóc gạo, sẽ kéo buồm từ Sài Gòn ra Huế. Chúng tôi quyết chặn thóc gạo đó lại..."
Như vậy, việc Pháp chọn mặt trận thứ hai ở Sài Gòn, cũng không nằm ngoài mục đích muốn chiếm đóng và tìm kiếm lợi lộc từ nước Việt. Và nếu không thể "đánh nhanh, thắng nhanh" ở Đà Nẵng được, thì Sài Gòn quả là một địa bàn thuận lợi hơn Hà Nội, bởi ở đây có một hệ thống sông rạch chằng chịt, nhiều sản vật, nhiều của cải và nhiều lúa gạo nhất Đại Nam. Cho nên, De Genouilly mong muốn chiếm lĩnh Sài Gòn để có thể "vừa lập nghiệp, vừa phòng thủ", "vừa hành binh, vừa lưu thông thương mại dễ dàng". Ngoài việc cắt đứt con đường tiếp tế lương thực cho Huế như đã ghi trên, thực dân Pháp sẽ có thêm điều kiện thuận lợi để thực hiện ý đồ làm chủ lưu vực sông Mê Kông, và xa hơn nữa là phía Bắc....

## Diễn biến

### Trên đường tiến quân
Từ nhận định trên, ngày 2 tháng 2 năm 1859, tướng De Genouilly đem số tàu và số quân đã kể trên, tiến vào Nam.
Ngày 10 tháng 2, đại bác Pháp bắn vào Vũng Tàu.
Ngày 11 tháng 2, đoàn tàu chiến Pháp vào sông Cần Giờ. Sau đó, quân Pháp vừa đi vừa tháo gỡ những chướng ngại vật trên sông và triệt phá 12 đồn trại của quân Việt ở hai bên bờ, nên mãi tới chiều 15 tháng 2, quân Pháp mới đến được ụ Hữu Bình. Tức thì, cuộc đấu pháo đã diễn ra dữ dội suốt đêm. Quân Việt dùng thuyền nhỏ chở đầy thuốc súng và rơm khô, định dùng kế hoả công nhưng bị quân Pháp biết, sai người lén đốt trước.
Sáng sớm hôm sau, tức ngày 16 tháng 2, bảy tàu chiến Pháp dàn trận rồi ra sức bắn phá cho đến khi quân Việt phải bỏ chạy và quân Pháp xông lên chiếm được pháo đài. Và ngày hôm sau nữa (17 tháng 2), các tàu chiến Pháp đã có mặt trước thành Gia Định.

### Tấn công thành Gia Định

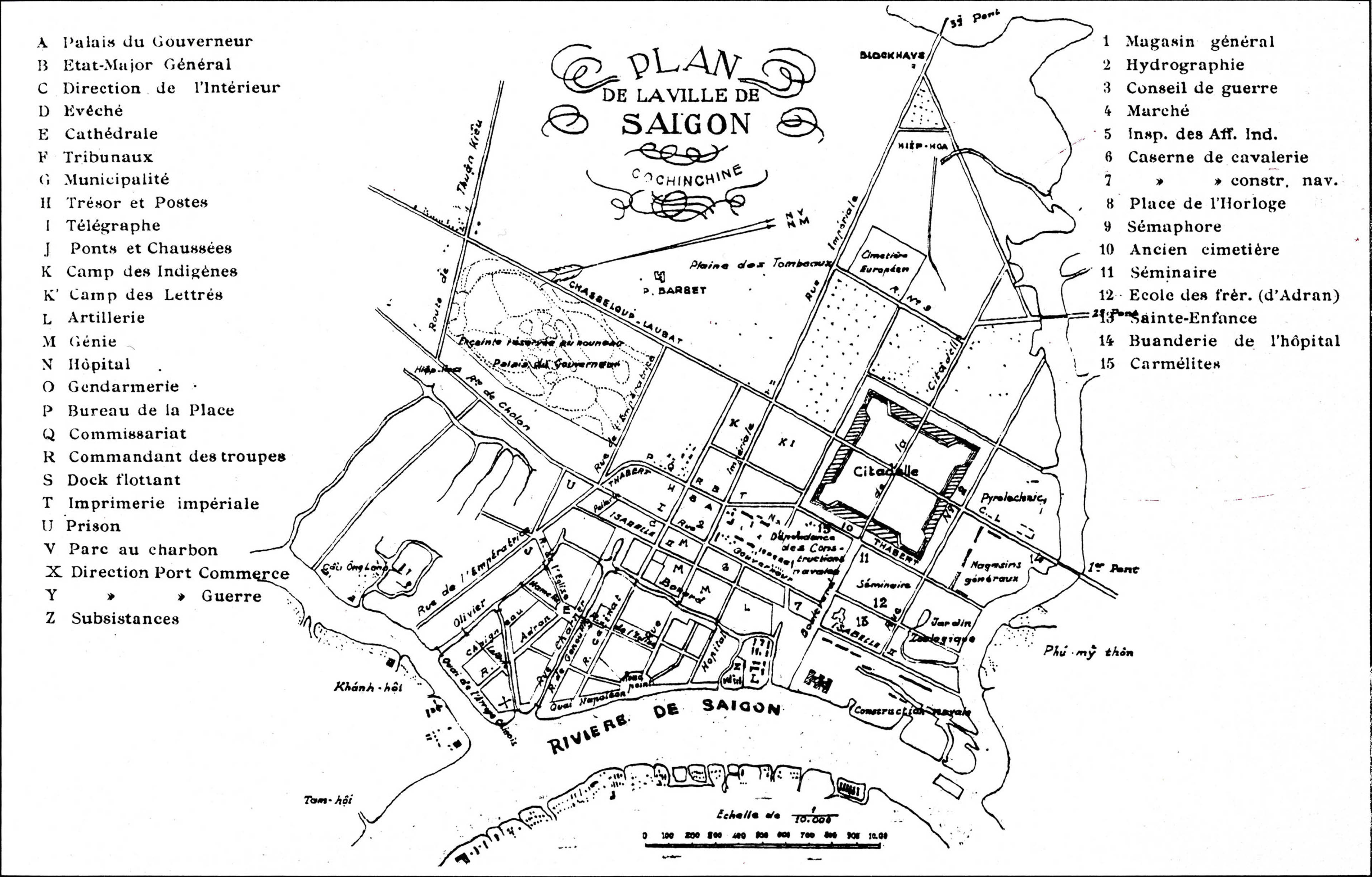
Thành Phụng theo mô tả trong một sơ đồ quy hoạch của Pháp năm 1867.

#### Thất thủ
Nhờ cho hai tàu nhỏ vào rạch Thị Nghè thám thính, cộng thêm sự chỉ dẫn của giáo sĩ Lefèbvre, nên các sĩ quan Pháp đã hiểu khá rõ lực lượng và cách bố phòng của thành Gia Định.
Sáng sớm ngày 17 tháng 2, tướng De Genouilly cho đại bác trên tất cả các tàu chiến bắn yểm hộ rồi cho một cánh quân đổ bộ. Đội quân ấy đi theo con đường mà sau này (1865), Pháp đặt tên là đường Citadelle rồi dùng chất nổ phá thành. Pháo trên thành bắn xuống tàu đối phương nhưng không mấy hiệu quả. Và khi đánh thủng được cửa Đông, quân Pháp dùng thang cao leo vào thành, thì đôi bên liền xông vào đánh giáp lá cà. Đến khoảng 10 giờ trưa, Hộ đốc Võ Duy Ninh, đang giữ trọng trách trấn thủ thành, ra lệnh lui quân, bỏ lại hầu hết súng đạn, thóc gạo và hơn trăm chiến thuyền gỗ trên sông Thị Nghè.
Chạy đến thôn Phước Lý (thuộc tổng Phước Lộc, huyện Tân Bình xưa) Hộ đốc Võ Duy Ninh và Án sát Lê Từ tự vẫn, còn Đề đốc Trần Trí, Bố chánh Vũ Thực, Lãnh binh Tôn Thất Năng, nhờ sự yểm trợ của đạo quân ứng nghĩa do Lê Huy và Trần Thiệu Chính chỉ huy, nên mang quân chạy về được ụ Tây Thới.
Theo A. Thomazi, trong thành Gia Định lúc này có hơn 2.000 quân với 200 đại bác bằng sắt, bằng đồng, một hải phòng hạm, bảy chiến thuyền, 25.000 kg thuốc súng, tiền bạc trị giá tương đương 130.000 francs, thực phẩm đủ nuôi 8.000 quân trong một năm.
Tuy thắng trận, nhưng thực dân Pháp không đủ quân để giữ thành, không nhận được sự hỗ trợ từ các giáo sĩ và giáo dân Thiên Chúa giáo và luôn bị các đội nghĩa quân ngày đêm bám sát, tìm cách bao vây, nên quân Pháp đã phải quyết định phá hủy thành Gia Định.

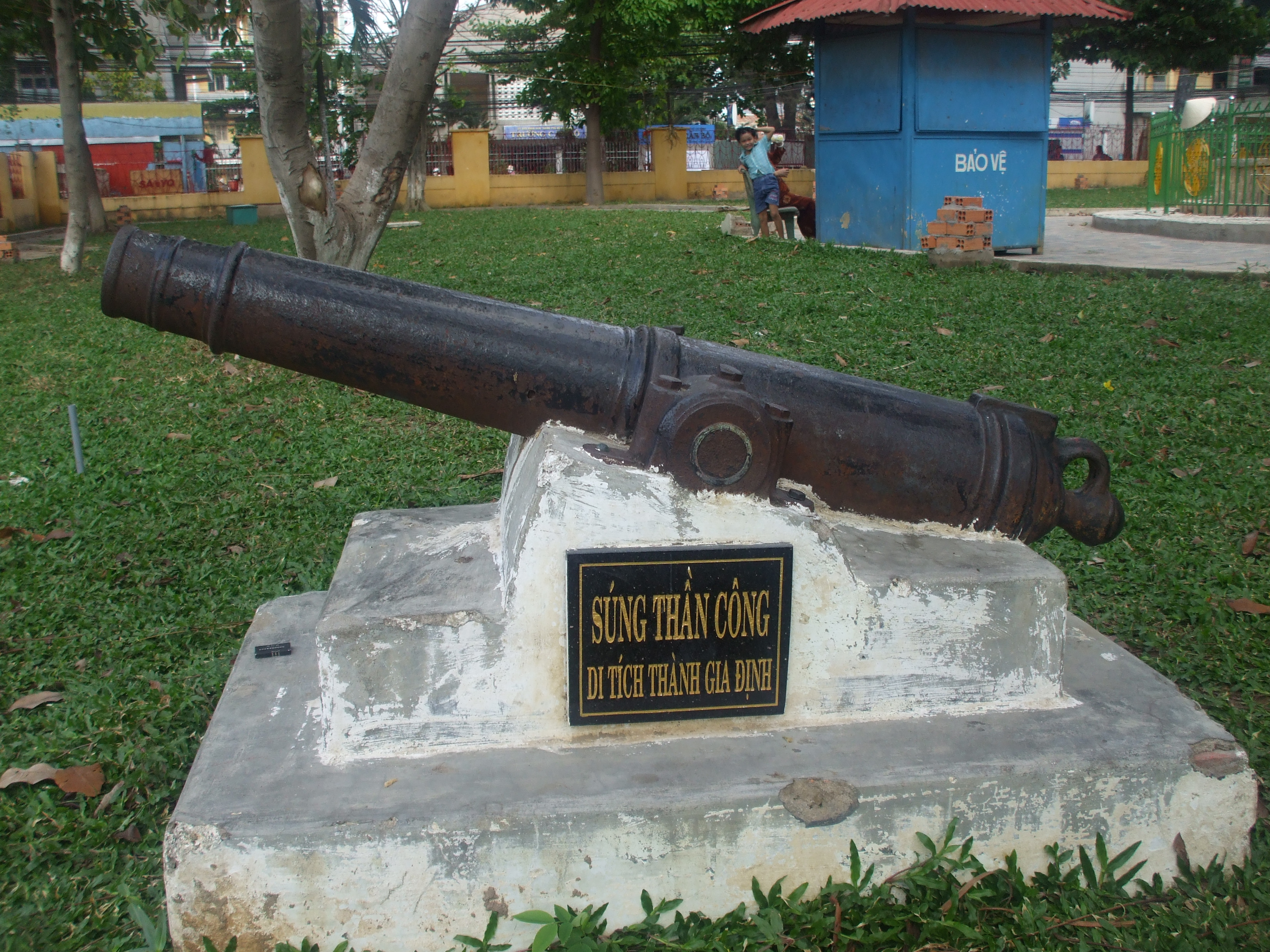
Thần công thành Gia Định, đang được trưng bày tại Lăng Ông Bà Chiểu.

#### Biến thành tro bụi
Vào ngày 8 tháng 3 năm 1859, tướng De Genouilly cho đặt mấy chục ổ thuốc nổ phá tung nhiều đoạn trường thành, đốt dinh thự kho tàng bên trong, đốt cả thóc lúa. 
Kể lại vụ việc này, sách Địa chí TP. Hồ Chí Minh, tập I, có đoạn:
Kho thóc thành Gia Định cháy mãi hai năm mà khói còn nghi ngút. Hai mươi bốn tháng nắng mưa không làm tắt được đám cháy nào. Quân Pháp cũng cướp giật, đốt luôn nhiều phố xá thương mãi và thôn xóm dân cư. Và nhà thơ Nguyễn Đình Chiểu đã ghi:
Bến Nghé của tiền tan bọt nước,
Đồng Nai tranh ngói nhuộm màu mây...

#### Sau khi phá thành
Phá tan thành Gia Định xong, De Genouilly chỉ để lại một số quân đóng giữ ở đồn Nam (đồn Hữu Bình), còn bao nhiêu rút hết xuống các tàu chiến.
Ngày 20 tháng 4 năm 1859, viên tướng trên giao quyền cho Đại tá hải quân Jauréguibery chiếm giữ Gia Định, rồi lui tàu trở lại mặt trận Đà Nẵng, vì lúc này quân Pháp ở đó đang bị nguy khốn vì thương vong và dịch bệnh...

## Phản ứng và ghi nhận

### Của vua quan nhà Nguyễn
Nghe tin Gia Định thất thủ, triều đình Huế vẫn chủ trương để đại quân phòng ngự Đà Nẵng, chỉ phái thượng thư bộ Hộ Tôn Thất Hiệp mang 15.000 quân vào đóng ở Biên Hòa".
Tổng đốc Long Tường Trương Văn Uyển một mặt gửi sớ về triều đình báo tin thất thủ Gia Định, mặt khác ông cũng triệu tập các trấn thủ khác ở An Giang, Định Tường, Hà Tiên hợp sức chống cự. Tổng đốc Trương Văn Uyển kéo quân tới đồn Lão Sầm, gần chùa Mai Sơn để tấn công nhưng quân Pháp đổ ra bao vây, quân nhà Nguyễn phải lui về cố thủ Vĩnh Long và trong trận này, chủ tướng của quân Nguyễn bị trọng thương.
Theo như nhận định của Nguyễn Phan Quang, "một cuộc giải phóng đất nước đã mở ra" nhưng tướng nhà Nguyễn chỉ huy mặt trận Gia Định là Tôn Thất Hiệp lại chủ trương "án binh bất động" để "làm nản lòng địch". Do vậy, thời cơ đánh bật quân xâm lược ra khỏi bờ cõi bị bỏ qua.

### Của nhân dân Việt
Quân Pháp tuy đã hạ được thành Gia Định, nhưng phải đối phó với những đạo quân "ứng nghĩa" hoạt động sôi nổi ở khắp nơi, đêm ngày phục kích, đột kích, bao vây đối phương. Nhân dân cũng đã tự thiêu hủy nhà cửa, di tản hết, không hợp tác với Pháp. Ngoài ra cũng có những người dân địa phương đi lính cho Pháp.

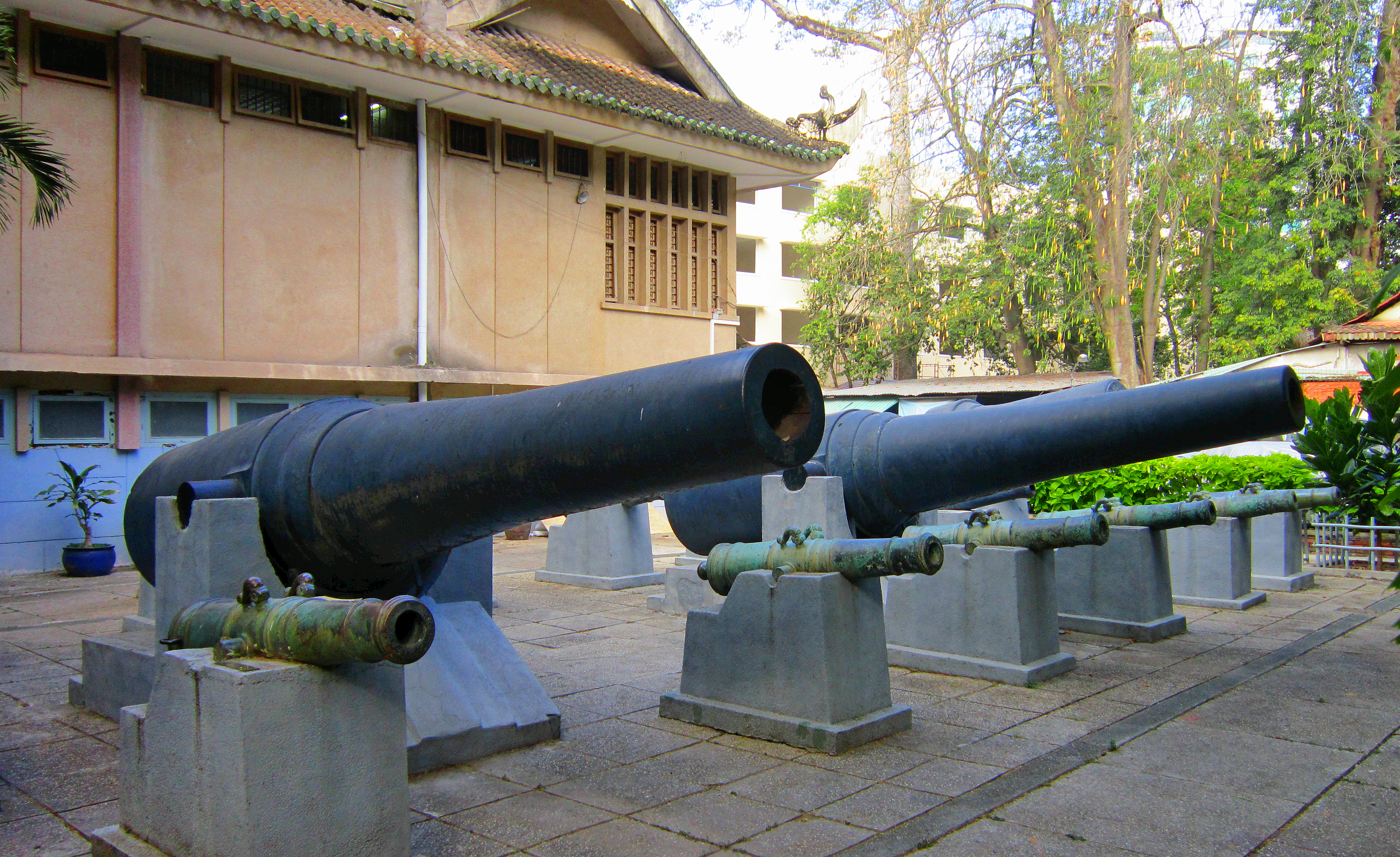
Đại bác của hải quân Pháp, được đúc năm 1868, bên cạnh những khẩu "Thần uy tướng quân" của quân đội nhà Nguyễn.

### Ghi nhận của Pháp
Sách Địa chí văn hóa TP. Hồ Chí Minh, tập I, trích lại báo cáo của quân Pháp:
Người Việt Nam tự vệ mạnh mẽ, đường đạn của họ không phải là không chính xác, tàu La Dragonne bị trúng ba phát đạn, tàu Avalanche bị 7 phát...
Trước sự kháng cự của quân và dân Việt, đêm 21 tháng 4 năm 1859, quân Pháp ở đồn Hữu Bình bị thiệt hại khá nặng. Trong một báo cáo gửi về Bộ hải quân Pháp ở Paris, tướng De Genouilly đã than rằng:
"Bây giờ tôi không biết bằng cách gì và đến chừng nào cái sự việc Nam Kỳ này sẽ được giải quyết.Không thể không thừa nhận rằng cuộc chiến tranh với nước này còn khó hơn cuộc chiến tranh với vương quốc Trung Hoa."

## Nhận xét
- Sử gia Trần Trọng Kim:[16]

Ở Gia Định, bấy giờ tuy có nhiều binh khí, nhưng quân lính không luyện tập, việc võ bị bỏ trễ nải, cho nên khi quân Pháp ở cửa Cần Giờ tiến lên, quan hộ đốc là Vũ Duy Ninh vội vàng tự đi các tỉnh lấy binh về cứu viện; nhưng chỉ trong hai ngày thì thành vỡ...
- GS. Trần Văn Giàu:[17]

Khi Pháp đến đánh, trong thành Gia Định chỉ có hơn một nghìn quân thủ thành, trong thành có đủ khí giới, lương thực cho mười ngàn quân đóng giữ trong một năm. Điều đó chứng tỏ rằng, triều đình thờ ơ với sự phòng vệ, mặc dầu năm sáu tháng nay Pháp đánh Đà Nẵng, và từ hơn tuần nay đối phương vào Cần Giờ liên tiếp...